# Paramount Plaza
Paramount Plaza (dříve Uris Building nebo 1633 Broadway) je 48 patrový mrakodrap v New Yorku, kde sídlí dvě Broadwayská divadla. V roce 2007 byl uveden jako 46. na seznamu nejvyšších budov v New York City.

## Historie

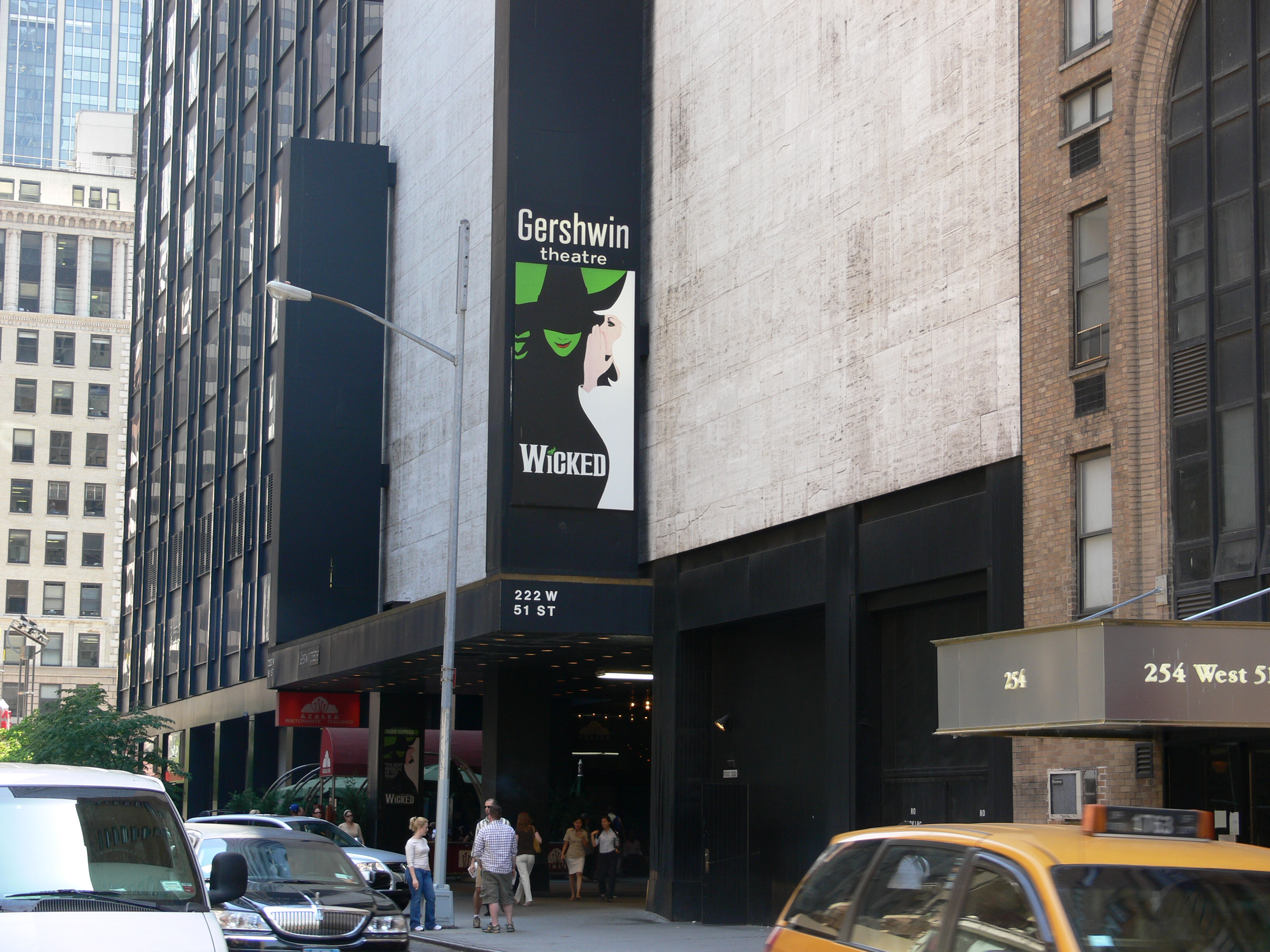
Gershwin Theatre

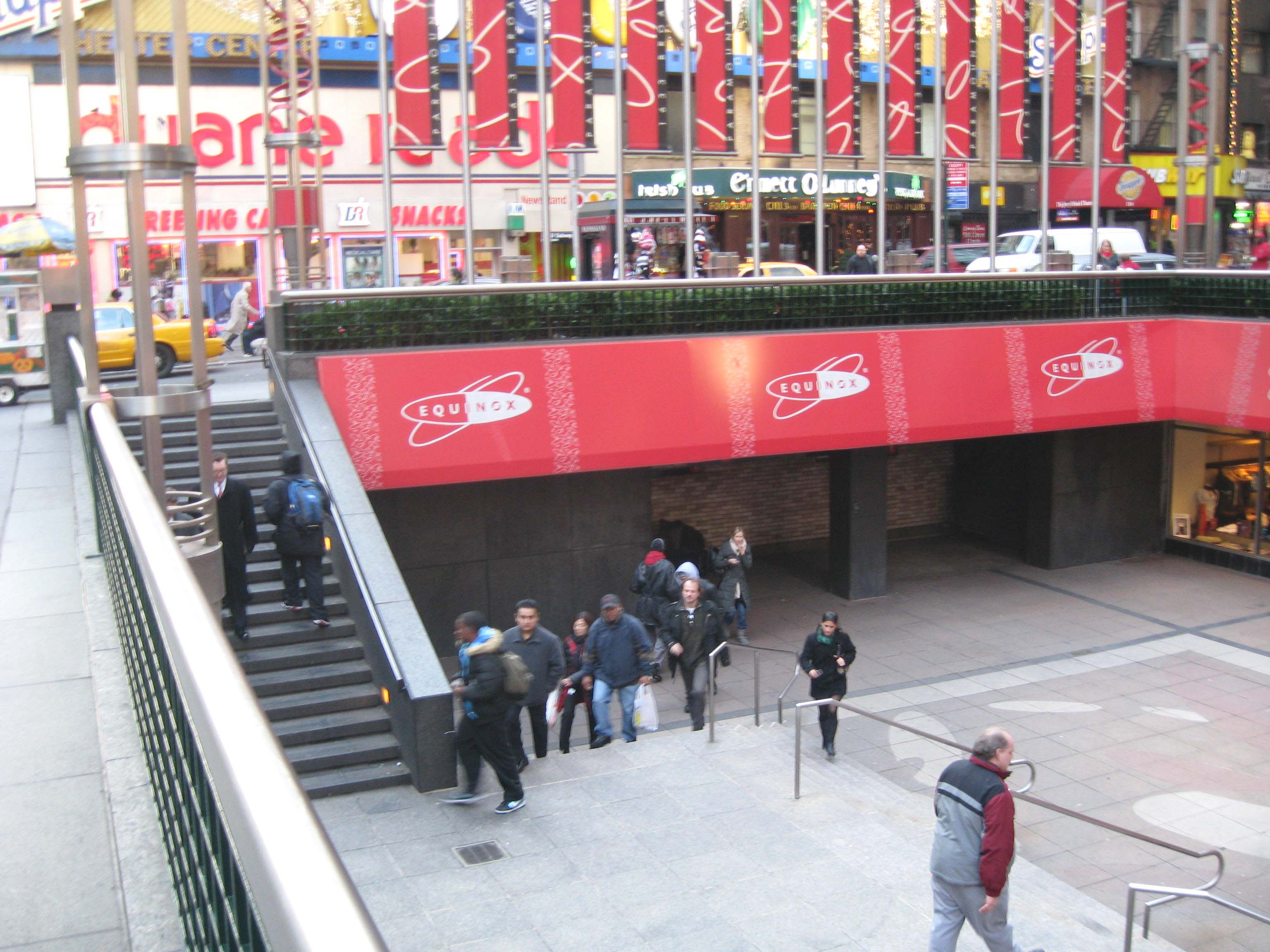
Zapuštěné náměstí se vstupem do metra

Mrakodrap Uris Building, navržený Emery Roth and Sons, byl postaven v roce 1970 firmou Uris Brothers, která v té době prohlašovala, že je největším developerem soukromých nemovitostí v New Yorku. Vybudováním věže demonstrovala důvěru v okolí Times Square, které zažilo později úpadek. Na místě mrakodrapu dříve stával filmový palác Capitol Theatre.
Původní název zněl Uris Building podle developerů a divadla Uris Theatre (později přejmenovaného na George Gershwin Theatre. Je zde i menší divadlo, které provozuje nezisková společnost Circle in the Square.
Po smrti svého bratra, Harold Uris prodal Uris Building Corp, včetně této budovy, společnosti National Kinney Corporation. Později budovu získala firma Paramount Investment Group, která ji přejmenovala společně s divadlem.